# Yolande Zauberman
Yolande Zauberman, née le 23 mars 1955 à Paris, est une scénariste, réalisatrice et écrivain française.

## Biographie
Yolande Zauberman naît à Paris au sein d’une famille ashkénaze et parle couramment le français, l’anglais et le yiddish, qu’elle parle avec sa grand-mère, encore vivante dans son enfance. Elle aborde le cinéma en commençant à travailler aux côtés d'Amos Gitaï[réf. nécessaire].
En 1987, elle réalise un premier documentaire sur la violence et les contradictions internes du régime politique de l’apartheid en Afrique du Sud, Classified People,. Le documentaire est d'abord réalisé avec Nurith Aviv, puis filmé dans la clandestinité avec une équipe locale sud-africaine, en raison du harcèlement du régime afrikaner alors en voie d'effondrement. Il s'ouvre sur une scène filmant le délire de persécution d'un blanc sud-africain. Ce dernier refuse d'admettre que les classifications raciales et catégorisations sociales élaborées par l'État sud-africain, en plus d'être iniques et arbitraires, sont largement artificielles. Le documentaire est interdit de diffusion en Afrique du Sud par le régime au pouvoir, mais remporte un certain succès critique ailleurs dans le monde, obtenant le grand prix du festival de Paris et le Bronze Rosa au festival de Bergame (Italie). 
Le second documentaire, Caste criminelle (1989), est tourné en Inde, et est sélectionné au festival de Cannes.
Trois ans plus tard, elle signe son premier long métrage de fiction, Moi Ivan, toi Abraham,, qui obtient le prix de la Jeunesse au festival de Cannes en 1993, ainsi que le grand prix du festival de Moscou.
S'ensuivent les deux films, Clubbed to Death (Lola) (1996) et La Guerre à Paris (2001) avec Élodie Bouchez, tournés en France et  sont distribués à travers le monde[réf. nécessaire].
Elle signe également l’idée originale de plusieurs films humoristiques, dont le succès critique et commercial Tanguy (2001), inspiré d'un fait divers, et Agathe Cléry (2008) pour le réalisateur Étienne Chatiliez et réalise des séries de photos pour le magazine Spoon et le mensuel Le Monde diplomatique.
Elle réalise en 2004 la comédie expérimentale Paradise now : journal d'une femme en crise et retourne au documentaire avec Un juif à la mer tout en poursuivant ses recherches sur l’image avec la création de CATMASK, une caméra sur un masque de chat, qui la conduit à travailler avec des artistes et des danseurs. Depuis quelques années, elle filme avec Stephen Torton, Too Soft For Anybody I Know sur Jean-Michel Basquiat[réf. nécessaire].
En 2012, Yolande Zauberman poursuit la réalisation de l’œuvre Oh, Je vous veux !, film-installation à la croisée du cinéma et de l’art contemporain et se consacre à la réalisation de son prochain film, L'Amant palestinien[réf. nécessaire].
En 2018, son documentaire M présenté au festival de Locarno, et tourné en yiddish à Bnei Brak,  banlieue conservatrice et religieuse de Tel Aviv, lève le voile sur la pédophilie dans les milieux juifs orthodoxes en Israël,.
En 2023, le film documentaire Classified People est restauré. Il est diffusé en salles en France, notamment dans les cinémas MK2,.
En 2024, son film documentaire La Belle de Gaza sur l’émancipation sociale de jeunes personnes transgenres à Tel-Aviv, est présenté en sélection officielle à Cannes.

## Filmographie
- 1988 : Classified People (documentaire)
- 1990 : Caste criminelle (documentaire)
- 1993 : Moi Ivan, toi Abraham
- 1996 : Clubbed to Death (Lola)[10]
- 2002 : La Guerre à Paris[11]
- 2004 : Paradise now - Journal d'une femme en crise (documentaire)
- 2011 : Would You Have Sex with an Arab? (documentaire)
- 2018 : M (documentaire)
- 2024 : La Belle de Gaza (documentaire, avec Talleen Abu Hanna)[12]

## Distinctions

### Récompenses
- Festival Entrevues de Belfort 1987 : Prix du public pour Classified People
- Festival de Cannes 1993 : Prix de la jeunesse pour Moi Ivan, toi Abraham
- Festival de Moscou 1993 : Grand prix pour Moi Ivan, toi Abraham
- Festival de Locarno 2018 : Prix spécial du jury et Prix du jury junior pour l'environnement M[13]
- Festival de Namur 2018 : Bayard d’or pour M[14]
- Césars 2020 : César du meilleur film documentaire pour M
- Lumières 2020 : Lumière du meilleur documentaire pour M

### Nominations
- Césars 1989 : meilleur court métrage documentaire pour Classified People
- Mostra de Venise 2011 : en compétition dans la section Orizzonti pour Would You Have Sex with an Arab?
- César 2025 : meilleur film documentaire pour La Belle de Gaza